# 多基因病毒目
多基因病毒目（学名：Mulpavirales）为精氨酸指针病毒纲的一个科。

## 下级分类
本科包括以下属：
- 丝囊病毒科 Metaxyviridae
- 矮缩病毒科 Nanoviridae